# Marjanji Aceh
Marjanji Aceh is een bestuurslaag in het regentschap Asahan van de provincie Noord-Sumatra, Indonesië. Marjanji Aceh telt 2471 inwoners (volkstelling 2010).